# 陳梅慧
陳梅慧（1985年11月5日—2024年12月4日）是台灣的社會運動者、区块链金流數位鑑識調查師，前民間司改會倡議部主任、台灣國際反詐騙協會理事長。並曾參與多起性剝削與詐欺犯罪相關的加密貨幣金流調查。其車禍死亡案件受到台灣社會關注。

## 生平
陳梅慧畢業於國立中山大學，原先從事出版業工作，後因大埔事件而積極投身社會運動，並參與多項土地正義相關的抗爭行動。
陳梅慧於2013年進入台灣非政府組織民間司法改革基金會擔任執行秘書，負責編輯《司法改革雜誌》、管理官方網站與粉絲專頁，帶領徐自強案冤案救援志工團，並投入陳敬鎧案的冤案救援工作。2019年起，陳梅慧擔任司改會組織倡議部主任，於全台進行工作坊培訓種子講師，並策劃324行政院暴力驅離事件七週年特展回顧警察暴力。
2022年8月，柬埔寨人口販運案件發生後，陳梅慧投入救援等反詐騙救援與防治工作，自學專研詐騙案件相關的加密貨幣金流流向調查，協助台灣檢警與詐騙案件受害人追討犯罪所得。2023年5月成為台灣國際反詐騙協會（全球反詐騙組織台灣分會）的創會理事長。
2024年初，臺灣加密貨幣交易所XREX聘僱陳梅慧為首席區塊鏈金融犯罪調查師，負責調查及向交易所示警犯罪相關的加密貨幣金流錢包地址。同年4月，陳梅慧因協助偵破創意私房案加密貨幣金流受到台灣社會關注。陳梅慧於受訪時指出，打擊數位詐騙已是軍備競賽，執法量能需要與時俱進，並鼓勵受害者積極報案，以利及時介入、扣回不法所得。
2024年11月，臺灣《數位時代》雜誌旗下區塊鏈媒體《WEB3+》將陳梅慧列為2025年度「區塊鏈30大人物」的產業「催化者」，肯定其為Web3產業做出的貢獻。

## 死亡

### 事故過程

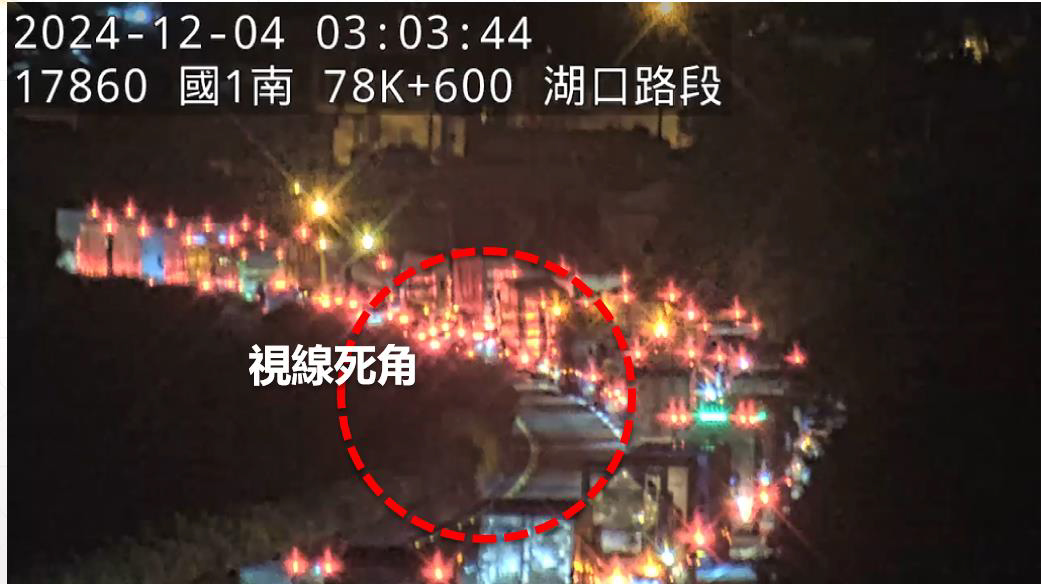
陳梅慧車禍事件-國道監視器畫面

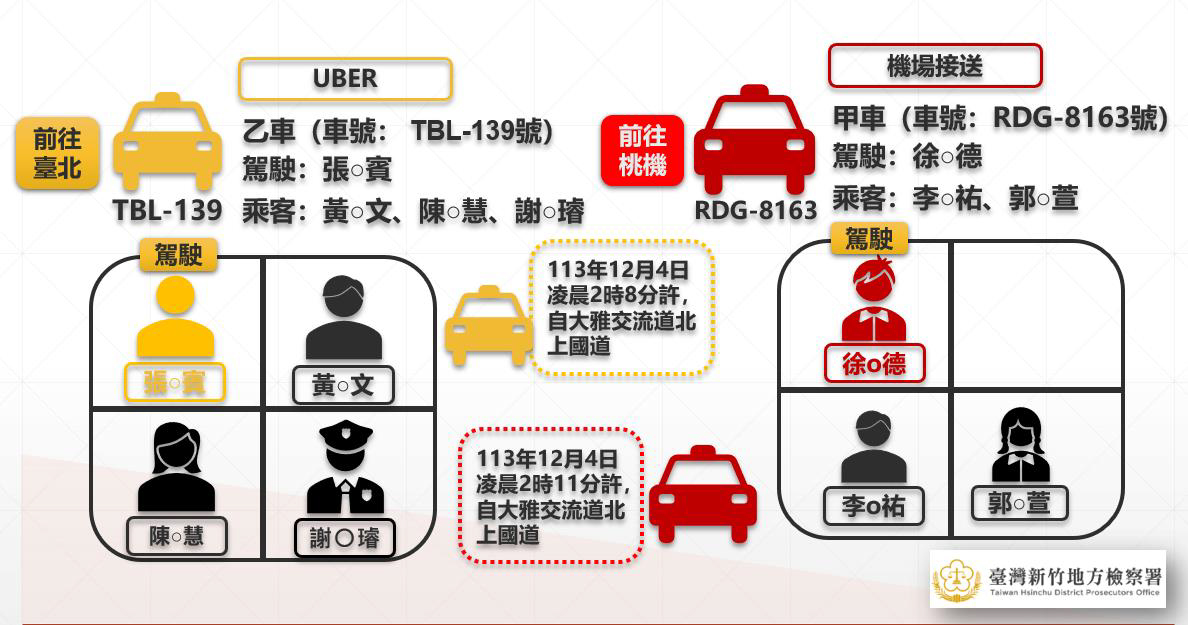
陳梅慧車禍事件-兩車概況

2024年12月3日晚上10點，陳梅慧因與在刑事局任職的謝姓男友被控涉嫌洩密，被臺中地方檢察署傳喚。兩人經偵訊三小時後由檢方無保請回，於凌晨1點37分離開臺中地方檢察署，共乘計程車北返。
2024年12月4日凌晨3點4分，中山高速公路北上77.7公里處湖口路段發生連環車禍，陳梅慧搭乘的計程車因前車回堵煞停靜止後，遭後方徐姓駕駛的租賃小客車追撞，並向前連續推擠了四輛小客車。車上的陳梅慧因衝擊而頭部、胸部與大腿多處骨折，雖緊急送往中國醫藥大學附設醫院新竹分院搶救，仍於清晨5點15分因失血性休克及多重創傷綜合症宣告不治。

### 社會議論
案發後，由於陳梅慧為連環車禍的唯一死者、其正參與八八會館地下匯兌金流調查、傷者名單中有四海幫角頭等種種因素，引起網友、市議員與政治評論員揣測此案可能並非單純交通事故意外，而有警界內鬥或組織犯罪集團尋仇之可能性，一時間成為臺灣社會多日的議論話題。家屬則透過律師發表聲明，懇請社會各界能夠避免各種陰謀揣測，並以此為契機推動制度完善、保障高風險犯罪調查人員的人身與職業安全。

### 專案小組調查
2024年12月6日，最高檢察署檢察總長邢泰釗指示新竹地檢署指派檢察官成立專案小組調查車禍原因，並釐清案件相關疑點。新竹地檢署除法定相驗程序外，檢察長張云綺並責成重大案件專責組主任檢察官洪松標進行調查。
2024年12月16日，新竹地檢署宣布調查終結，對肇事駕駛徐姓被告，依過失致死罪及過失傷害罪提起公訴。調查顯示，徐姓駕駛因車上乘客欲趕往桃園機場搭機，雖高速公路已回堵、跑馬燈看板有提示前有事故，仍以106至108公里的速度駛入彎道路段；由於視線受彎道遮擋影響，徐姓駕駛未能及時發現內側車道回堵車輛，進而引發連環碰撞，造成陳梅慧在內多人傷亡。檢方於調閱通聯紀錄、數位鑑識與比對監視器畫面後認為，由於當下塞車且車流變換車道頻繁，此情形下應無可能設計犯罪計畫，故排除故意製造車禍的可能性。

### 法院判決
2025年8月18日，臺灣新竹地方法院判決肇事的徐姓機場接送司機因過失致死罪，處有期徒刑二年四月。

## 社會評價與影響
陳梅慧為社會公共利益所付出的心力，獲得多所其曾任職與合作過之政府機關與民間組織的公開肯定。於車禍事件發生後，民間司法改革基金會便發表公開聲明，認可其「不計酬勞、名利，無私全力投入公益事務、關心社會弱勢群體，希望台灣這塊土地上的每個人都能受到平等、有尊嚴地對待。」司改會更於聲明中指出，「陳梅慧犧牲了大量的私人時間，無償投入協助詐欺被害人及各種的公益工作。她主動、自發地帶領我們認識這個無人能解的難題，並致力於提出可行的方法，讓遭詐騙的被害人看到希望。」並呼籲新聞媒體於報導時應尊重親友感受。加密貨幣交易所XREX創辦人黃耀文亦表示「讓我們一起記得她的善良、勇敢與正直」，認為陳梅慧的不幸離世是同事、好友、公司、也是區塊鏈產業的重大損失。
於社會運動奉獻上，苗栗縣議員陳光軒指出陳梅慧雖是外地人，卻仍在2013年大埔事件中幾乎天天待在苗栗、甚至餐風露宿，低調於幕後協助捍衛苗栗青年聯盟幕僚後勤作業，認為他「個性溫和，但為土地正義，態度很堅決，總是帶來正面能量」。亦有昔日參與抗爭的夥伴追憶其於瓦礫堆中幫住戶撿拾重要的物品、於818佔領內政部事件中翻牆踩過刀片蛇籠，「顯現出強大公平正義的使命感」。
刑事警察局於記者會上表示，陳梅慧自2024年2月起協助刑事局虛擬貨幣查扣專案小組凍結不法金流，自小組首件凍結成功案例以來，計已合作查扣了20多億新台幣的不法所得。局長周幼偉於受訪時亦指出，陳梅慧過去曾幫忙追查創意私房的流向，不管是購買會員、影片都查得非常清楚，對於她遭遇死亡車禍感到遺憾難過，並對於其付出給予高度正面肯定。